# Minooka
Minooka è un comune degli Stati Uniti d'America, situato nell'Illinois, nella contea di Grundy.